# DIP Presents the Upsetter
D.I.P. Presents the Upsetter je kompilacijski album sastava The Upsetters. Izašao je 1975. godine pod etiketom DIP, a producirao ga je Lee Scratch Perry. Žanrovski pripada roots reggaeu i reggaeu. Obuhvaća razdoblje od 1973. do 1975. godine.

## Popis pjesama

### Strana A
1. Enter the Dragon - The Upsetters
2. I Don't Mind - Sam Carty
3. Cane River Rock - The Upsetters
4. I Man Free - King Burnett
5. Jamaican Theme - The Upsetters
6. Time - The Upsetters

### Strana B
1. Jump It - Leo Graham
2. Life Is a Flower - Sam Carty
3. Have Some Fun - The Gaylads
4. Nature Man - The Gaylads
5. Dub a Pum Pum - The Silvertones
6. Kung Fu Man - Linval Spencer (poznat i kao Linval Thompson)